# Spongiodermidae
Die Spongiodermidae sind eine Familie der Achtstrahligen Korallen (Octocorallia), die in flachen und mäßig tiefen Bereichen des westlichen Atlantiks, des östlichen Pazifiks und an der Küste des südlichen Afrikas vorkommt.

## Merkmale
Wie fast alle Oktokorallen bilden die Arten der Familie Spongiodermidae Kolonien, die aus vielen Einzelpolypen bestehen. Die Tiere leben den Untergrund krustenartig überwachsend oder als aufrechte, unverzweigte oder spärlich verzweigte Kolonie oder planar mit dichotomer Verzweigung. Eine Skelettachse kann fehlen oder sie ist vorhanden und besteht dann aus dicht gepackten Skleriten, eingebettet in proteinhaltiges Gorgonin. In der Skelettachse ist die zentrale Medulla von einem Ring längs verlaufender Kanäle umgeben. Ein sekundäres Ringkanalsystem kann das Innere von äußeren Kortex trennen. Die gleichmäßig über die Oberfläche der Kolonie verteilten Polypen sind monomorph und können sich in Polypenkelche zurückziehen, die bündig mit der Oberfläche abschließen. Die Sklerite der zentralen Medulla haben die Form kräftiger Stäbchen und sind oft gegabelt, verzweigt und/oder stachelig. Sie sind in der Achse in Längsrichtung angeordnet. Die Sklerite der Kolonieoberfläche umfassen immer strahlenförmige und es können auch Spindeln, Ovale und Doppelköpfe dabei sein. Alle Arten der Spongiodermidae leben nicht mit Zooxanthellen in Endosymbiose und sind ausschließlich auf planktonische Nahrung angewiesen.

## Gattungen
Zur Familie Spongiodermidae gehören sechs Gattungen:
- Callipodium Verrill, 1869
- Diodogorgia Kükenthal, 1919
- Homophyton Gray, 1866
- Sclerophyton Cairns & Wirshing, 2015
- Titanideum Verrill, 1864
- Tripalea Bayer, 1955